# Ignacio González (schermidore)
Ignacio Alberto González Rimont (1970) è un ex schermidore cubano.

## Palmarès
In carriera ha conseguito i seguenti risultati:
- Mondiali di scherma

Vienna 1983: bronzo nel fioretto a squadre.
L'Aia 1995: oro nel fioretto a squadre.
Città del Capo 1997: argento nel fioretto a squadre.
- Giochi Panamericani:

Mar del Plata 1995: oro nel fioretto a squadre.